# پارارابدودون
پارارابدودون (نام علمی: Pararhabdodon) نام یک سرده از تیره هادروسارید است.